# St.-Georgs-Kapelle (Berschis)

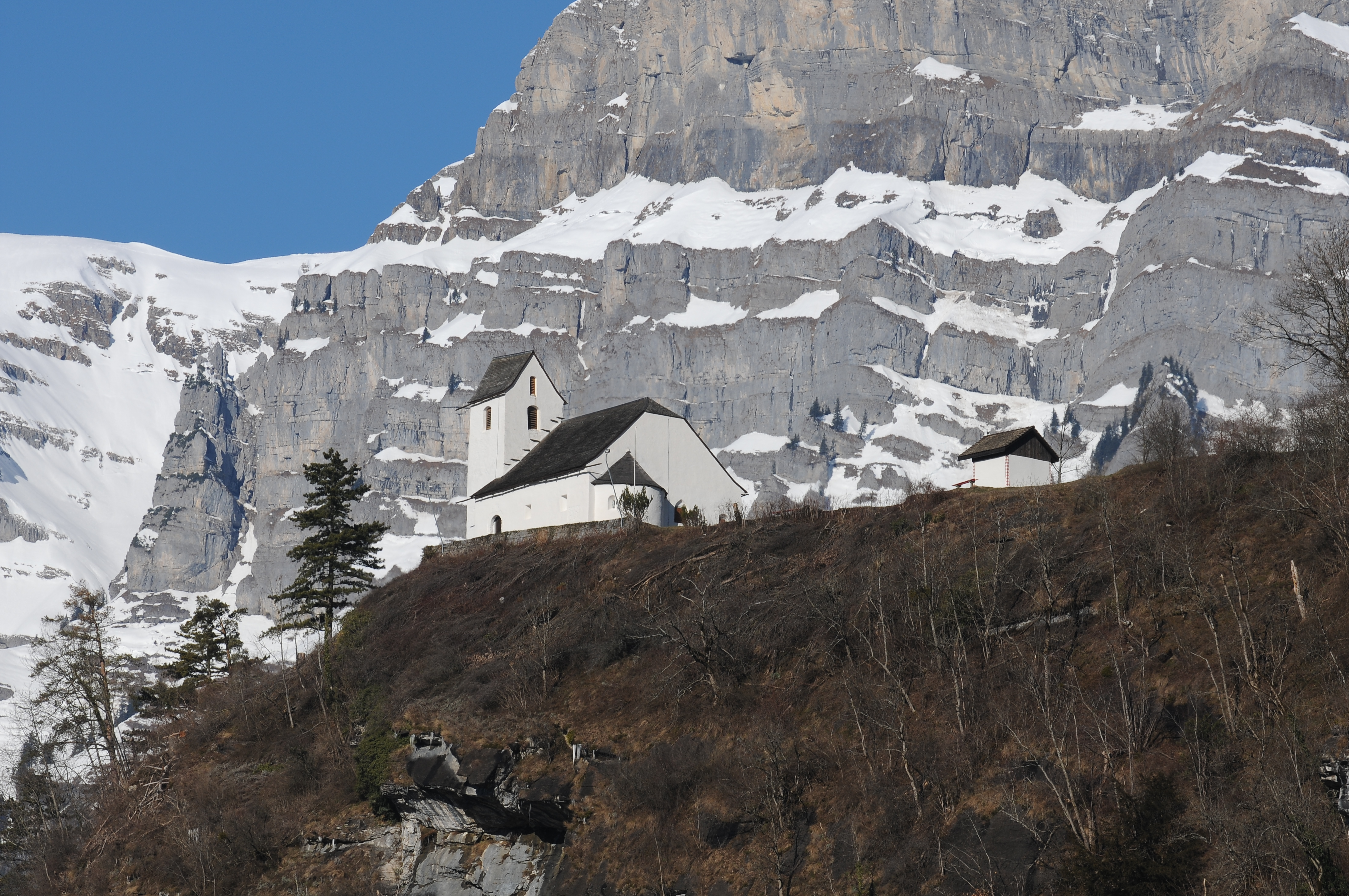
Die St.-Georgs-Kapelle aus Süden

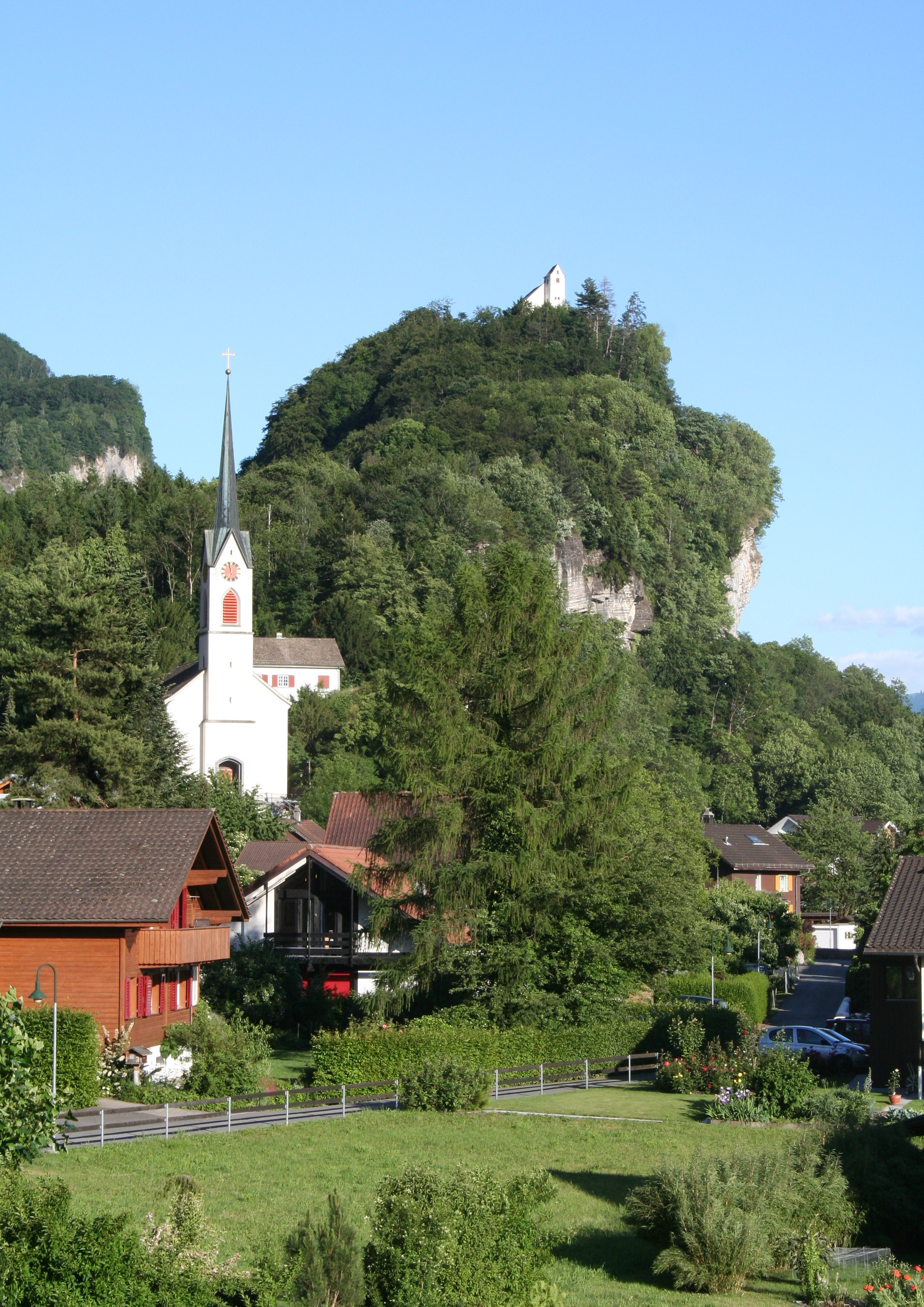
Kirche Berschis, hinten die St.-Georgs-Kapelle

Die St.-Georgs-Kapelle (in lokalem Dialekt Sant Jöüri) gilt als die älteste romanische Kapelle der Ostschweiz und ist das einzige in der Schweiz erhalten gebliebene Beispiel eines zweischiffigen Gewölbebaues. Sie ragt über das Dorf Berschis an einer Felszinne in die Höhe und ist damit eines der markantesten Kunstdenkmäler auf dem Weg zwischen Zürich und Chur.

## Geschichte
Der auf drei Seiten steil abfallende St. Georgsberg bot schon in der Frühzeit einen natürlich geschützten Siedlungsplatz. Die Ausgrabungen von 1937 haben die Spuren einer Siedlung aus der späteren Bronzezeit ans Tageslicht gebracht, das heute nicht mehr sichtbare Festungswerk stammt aus dem spätrömischen Zeitalter. Wahrscheinlich ist, dass die Anlage in nachrömischer Zeit mit dem Einbau der Kapelle gegen Ende des ersten Jahrtausends zu einer Kirchenburg ausgebaut wurde.
Die erste schriftliche Erwähnung stammt vermutlich aus dem Jahre 1253, die Urkunde lässt allerdings nicht erkennen, ob bereits eine Dorfkapelle in Berschis stand, oder ob, was viel wahrscheinlicher ist, die Kapelle St. Georg gemeint ist. Über die ursprüngliche Ausstattung und den Bau der Kapelle gibt der Bericht des Churer Visitators aus dem Jahr 1639 Auskunft.

## Baubeschreibung

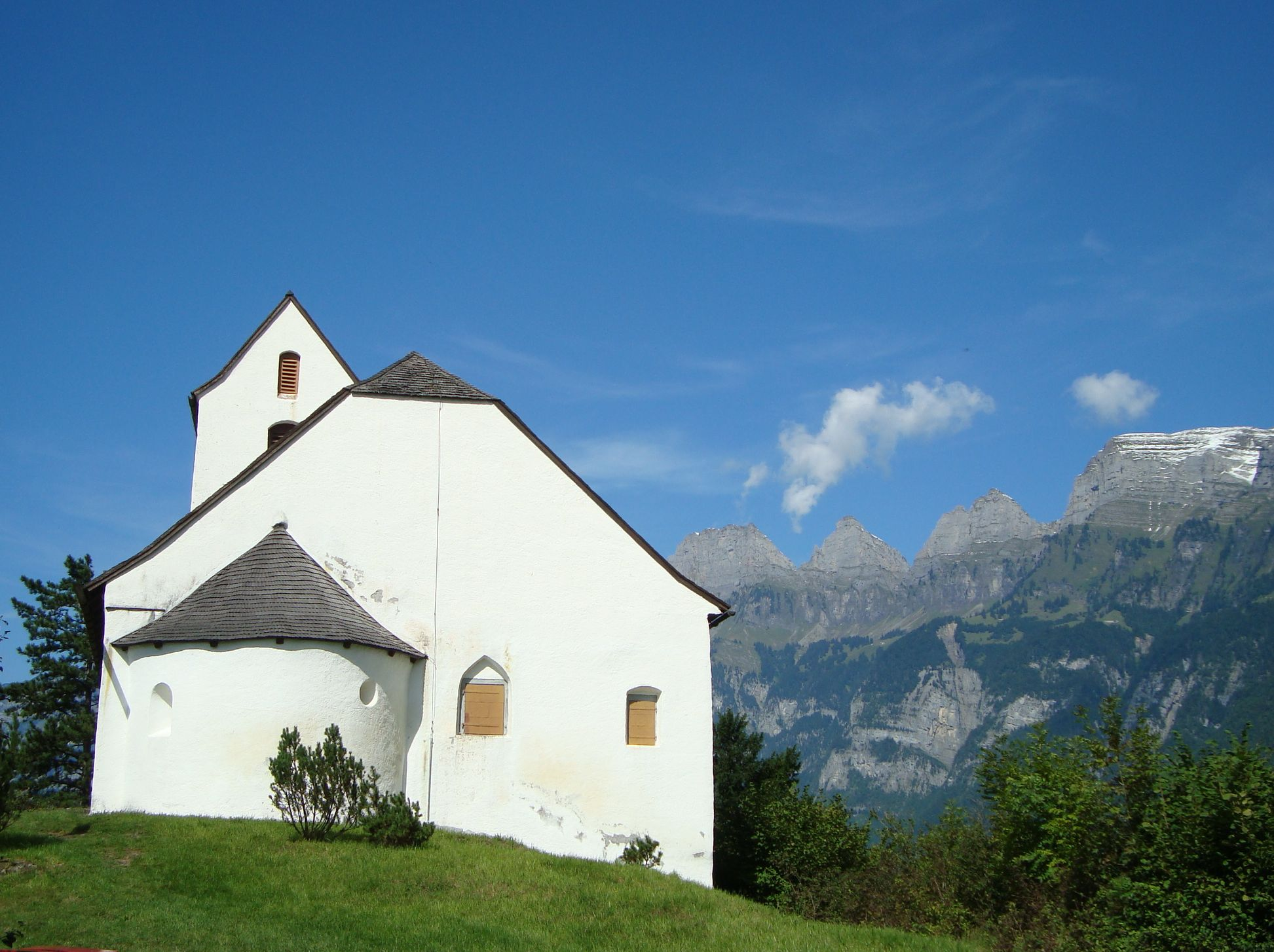
Die St.-Georgs-Kapelle aus Südost, im Hintergrund die Churfirsten

Die Kapelle ist südöstlich gerichtet und endet in einer halbrunden Apsis mit Zeltdach. Diese mit der zweischiffigen Halle ist der älteste Teil der Kapelle und stammt vermutlich aus dem Ende des ersten Jahrtausends. In der zweiten Hälfte des 17. Jahrhunderts wurde die Kapelle an der Nordseite mit einem Anbau erweitert und die betroffenen Bogenstellungen durchbrochen, um das Ganze unter ein Dach bringen zu können. Um den Altar besser sichtbar zu machen, war einst der vorderste Pfeiler abgebrochen und durch eine Holzstütze ersetzt, bei der Renovation von 1900 aber wieder ergänzt worden. Drei kurze, kreuzförmige Pfeiler teilen das romanische Schiff und sind miteinander, beziehungsweise mit den Halbpfeilern an den Seitenwänden mit einfachen Rundbögen verbunden.
Der später eingerichtete Eingang befindet sich neben dem Turm an der Südwand. Der heutige Turm steht an der Stelle der Vorhalle an der Westseite der Kapelle und wurde nach 1655 gebaut. Die Turmpforte wurde im 19. Jahrhundert zugemauert und dafür im Inneren der Kapelle in die Westwand als Eingang zum Turm gebrochen. 
Die zwischen 1900 und 1901 vorgenommene Renovation verursachte einige Schäden, welche im Jahr 1978 grossteils wieder aufgehoben wurden: Die Ziegelbedachung wurde durch ein Schindeldach ersetzt und der Zugang zum Turm an der Südseite wurde wieder sichtbar gemacht.

## Innere Ausstattung
Der ursprüngliche romanische Teil ist mit Wandmalerei bedeckt: Die architektonische, organische und figürliche Dekoration stammt von einem Meister mit dem Monogramm HW, dessen Stil dem von Hans Ardüser ähnelt. Die Malereien wurden um 1580 angefertigt. Teilweise gut erhalten sind in der Apsis die Figuren vom Heiligen Petrus, des Todes (Tötli), vom Heiligen Wilhelm und vom Heiligen Paulus.
Der Boden ist mit quadratischen, unglasierten Ziegeln bedeckt. Die zwei Glocken im Turm stammen vermutlich aus dem 14. Jahrhundert [H. J. Gnehm].

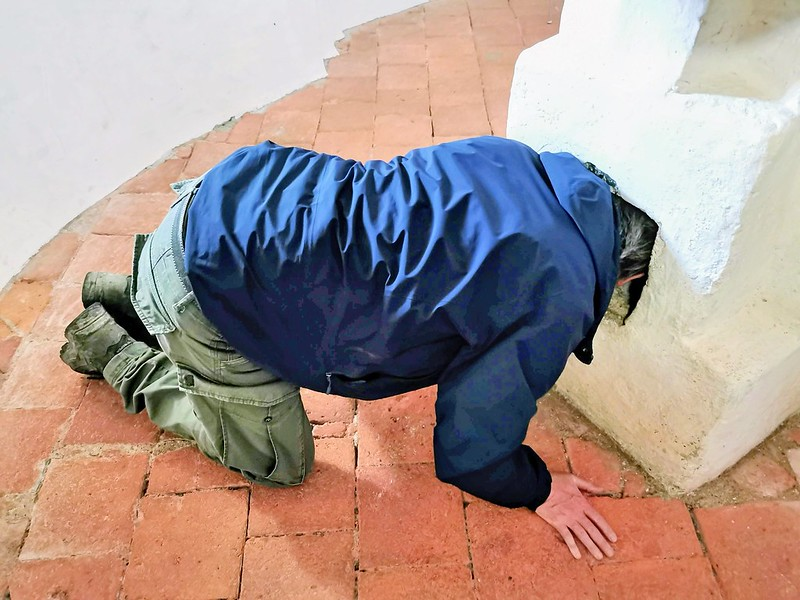
Kopfwehloch in der St.-Georgs-Kapelle.

Der kleine Barockaltar stammt aus dem ersten Teil des 17. Jahrhunderts. Das Altarbild stellt den gekreuzigten Christus zusammen mit Maria, dem Evangelisten Johannes und Magdalena dar. Hinter dem Altar befindet sich das s.g. Kopfwehloch, welches wahrscheinlich für Heilungsrituale genutzt worden war. Man hat vermutlich seinen Kopf in das Loch gehalten und dabei um Genesung gebeten oder gesummt, um eine harmonische Körpervibration zu erreichen.